# Buru (Sprache)
Buru ist eine vom Aussterben bedrohte bantoide Sprache, die in einem einzigen Dorf östlich von Baissa im Bundesstaat Taraba in Nigeria gesprochen wird.
Sie ist derzeit eine von vier unklassifizierten bantoiden Sprachen, die anderen waren Anca [acb], Kwak [kwq] und Nischi [nsc].